# Washington Capitols
|  | No s'ha de confondre amb Washington Capitals. |

Els Washington Capitols va ser un antic equip de la Basketball Association of America (el que seria més endavant l'NBA) amb seu a Washington DC. Va entrar a l'NBA el 1949 i els seus partits a casa els jugava al Uline Arena, amb una capacitat per a 7.500 espectadors. Van deixar la competició un any i mig després.